# Marianne-Baudler-Preis

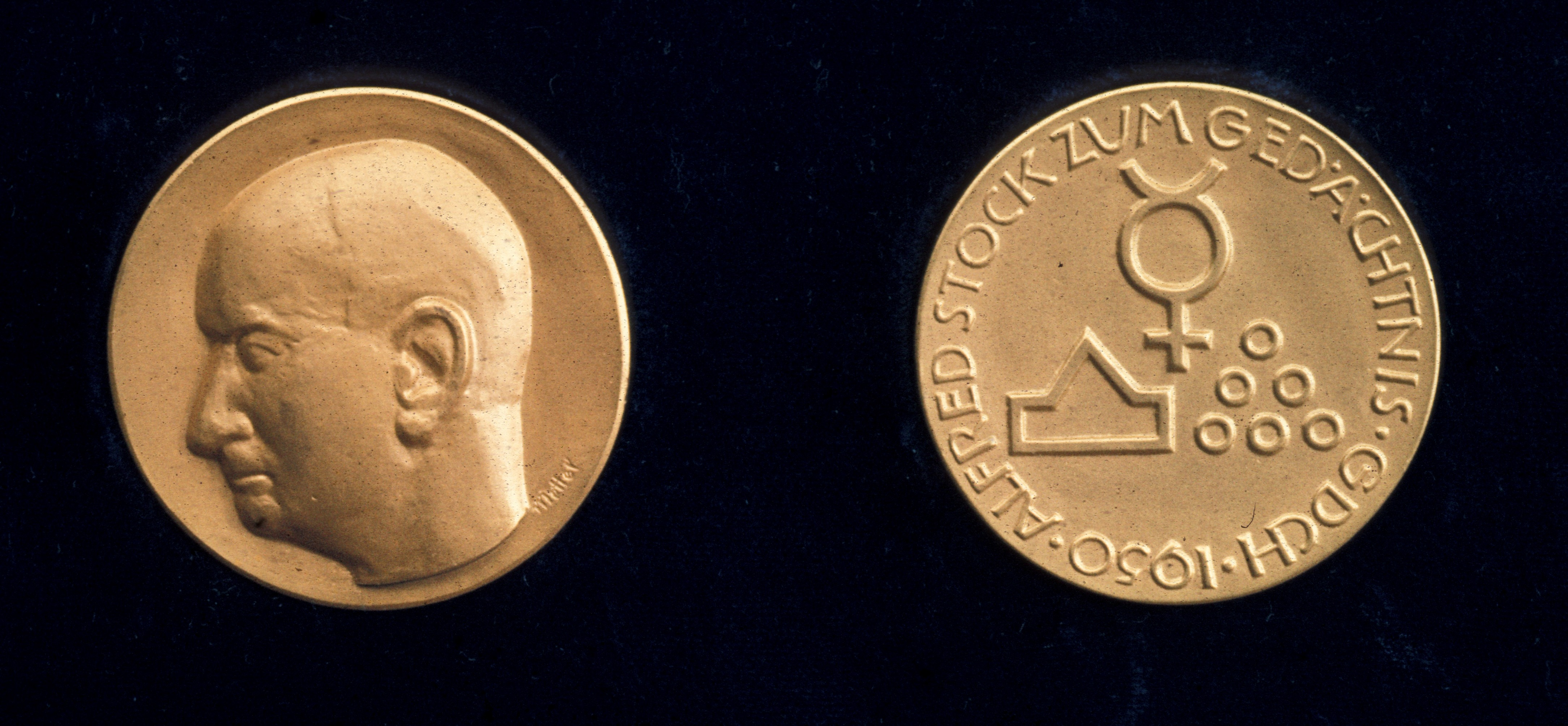
Alfred-Stock-Gedächtnispreis

Der Marianne-Baudler-Preis (bis 2020 Alfred-Stock-Gedächtnispreis, 2022 GDCh-Preis für Anorganische Chemie) ist eine wissenschaftliche Auszeichnung auf dem Gebiet der anorganischen Chemie, die seit 1950 von der Gesellschaft Deutscher Chemiker (GDCh) verliehen wird und lange Jahre nach dem deutschen Chemiker Alfred Stock (1876–1946) benannt war.
Im März 2022 beschloss der GDCh-Vorstand, den Preis für Anorganische Chemie umzubenennen. Stock war Mitglied der NSDAP und äußerte sich antisemitisch zu den Vertreibungen jüdischer Wissenschaftler aus den Hochschulen in Deutschland. Der Preis ist seit 2023 nach Marianne Baudler benannt.

## Preisträger
- 1950 Egon Wiberg, München
- 1951 Walter Hieber, München
- 1952 Robert Schwarz, Aachen
- 1953 Josef Goubeau, Stuttgart
- 1954 Harry Julius Emeléus, Cambridge
- 1955 Ulrich Hofmann, Darmstadt
- 1956 Hermann Irving Schlesinger, Chicago
- 1958 Rudolf Scholder, Karlsruhe
- 1959 Ernst Otto Fischer, München
- 1961 Margot Becke-Goehring, Heidelberg
- 1963 Friedrich Seel, Saarbrücken
- 1964 Werner Fischer, Hannover
- 1967 Harald Schäfer, Münster
- 1970 Gerhard Fritz, Karlsruhe
- 1972 Max Schmidt, Würzburg
- 1974 Rudolf Hoppe, Gießen
- 1976 Heinrich Nöth, München
- 1979 Ulrich Wannagat, Braunschweig
- 1981 Hans Georg von Schnering, Stuttgart
- 1982 Hubert Schmidbaur, München
- 1983 Eugene G. Rochow, Captiva/USA
- 1986 Marianne Baudler, Köln
- 1988 Helmut Werner, Würzburg
- 1990 Herbert W. Roesky, Göttingen
- 1992 Gottfried Huttner, Heidelberg
- 1994 Otto J. Scherer, Kaiserslautern
- 1996 Martin Jansen, Bonn
- 1998 Peter Paetzold, Aachen
- 2000 Achim Müller, Bielefeld
- 2002 Peter Jutzi, Bielefeld
- 2004 Hansgeorg Schnöckel, Karlsruhe
- 2006 Karl Otto Christe, Los Angeles/USA
- 2008 Michael Lappert, Brighton/GB
- 2010 Matthias Drieß, Berlin
- 2012 Werner Uhl, Münster
- 2014 Wolfgang Kaim, Stuttgart
- 2016 Holger Braunschweig, Würzburg
- 2018 Christian Limberg, Berlin
- 2020 Stefanie Dehnen, Marburg
- 2022 Franc Meyer, Göttingen
- 2024 Peter W. Roesky, Karlsruhe[3]